# Hans-Koller-Preis
Der Hans-Koller-Preis war ein österreichischer Jazzpreis, der 1996 gestiftet und von 1997 bis 2009 vergeben wurde. Die Verleihung fand jährlich im Dezember statt.
Der Preis war nach dem 2003 verstorbenen österreichischen Jazzsaxofonisten Hans Koller benannt und wurde vom Verein Austrian Music Office (AMO), der von Mathias Rüegg 1996 gegründet wurde, ausgerichtet sowie präsentiert. Gesponsert wurde der Preis vom Bundesministerium für Unterricht, Kunst und Kultur, der Stadt Wien, der Bank Austria und der Austro Mechana (Gesellschaft zur Wahrnehmung mechanisch-musikalischer Urheberrechte).
Der Hans-Koller-Preis wurde in den fünf Sparten „Musiker des Jahres“, „Newcomer des Jahres“, „Sideman des Jahres“, „Album des Jahres“ und „European Jazz Prize“ vergeben. Durch den European Jazz Prize besaß der Hans-Koller-Preis auch im Ausland Strahlkraft. Er war zuletzt mit 17.500 € dotiert. Bis 2007 war der European Jazz Prize mit 14.500 € dotiert, „Musiker des Jahres“ mit 7.300 €, „Newcomer des Jahres“ mit 5.500 €, Sideman und Album mit 3.600 €. Seit 1996 wurde als Kategorie des Hans-Koller-Preises alle vier Jahre ein „Austrian State Prize“ als Staatspreis für improvisierte Musik an einen österreichischen Jazzmusiker für sein Lebenswerk vergeben, der mit 11.000 € dotiert war und vom Bundesministerium für Unterricht, Kunst und Kultur gesponsert wurde. Erster Preisträger war Hans Koller selbst.
Nach 2009 zog sich die Bank Austria als Sponsor zurück. Nachdem die Stadt Wien und die Republik Österreich die durch den Rückzug der Bank entstandene Budgetlücke nicht ausfüllen wollten, stoppte Mathias Rüegg, der langjährige Leiter des Austrian Music Office, im April 2010 die Aktivitäten des preisausrichtenden Gremiums. Vorübergehend war vom Bestreben die Rede, den Hans-Koller-Preis neu auszurichten, dazu gekommen ist es aber nicht. Die Förderung hervorragender junger Musiker wurde in die „Outstanding Artist Awards“ überführt, die das Bundesministerium für Unterricht, Kunst und Kultur in unterschiedlichen Kategorien vergibt; eine europäische Preiskategorie gibt es nicht mehr.

## Preisträger
Die Auflistung aller Preisträger:

### 1996
- Staatspreis: Hans Koller

### 1997
- Album des Jahres: While You Wait von Hannes Löschel / Paul Skrepek / Martin Zrost
- Musiker des Jahres: Wolfgang Muthspiel
- Newcomer des Jahres: Martin Siewert

### 1998
- Album des Jahres: Ultimate Sentences von Nouvelle Cuisine
- Musiker des Jahres: Wolfgang Puschnig
- Newcomer des Jahres: Herwig Gradischnig

### 1999
- Album des Jahres: Right Now von Martin Koller
- Musiker des Jahres: Max Nagl
- Newcomer des Jahres: Martin Koller

### 2000
- Staatspreis: Joe Zawinul

### 2001
- Album des Jahres: The Hans Koller Concept von Paul Urbanek
- Musiker des Jahres: Peter Herbert
  - nominiert waren außerdem Christoph Cech, Klaus Dickbauer, Franz Hautzinger, Peter Herbert und Franz Koglmann
- New York Stipendium: Clemens Salesny und Michael Hornek
- Newcomer des Jahres: Gerald Preinfalk
- Sideman des Jahres: Mario Gonzi

### 2002
- Album des Jahres: Mauve von Arkady Shilkloper, Alegre Corrêa, Georg Breinschmid
- European Jazz Prize: Tomasz Stańko (Polen)
- Musiker des Jahres: Klaus Dickbauer
- New York Stipendium: Martin Reiter
- Newcomer des Jahres: Thomas Gansch
- Sideman des Jahres: Oliver Kent

### 2003
- Album des Jahres: Dont't play, just be von Franz Koglmann
- European Jazz Prize: Wolfgang Muthspiel (Österreich)
- Musiker des Jahres: Alegre Corrêa
- New York Stipendium: Simone Kopmajer und Herbert Pirker
- Newcomer des Jahres: Georg Breinschmid
- Publikumspreis: Lorenz Raab
- Sideman des Jahres: Christian Salfellner

### 2004
- Album des Jahres: Day-Dream von Herwig Gradischnig und Oliver Kent
- European Jazz Prize: e.s.t. (Schweden)
- Musiker des Jahres: nicht vergeben, stattdessen Staatspreis für improvisierte Musik: Michael Mantler
- New York Stipendium: Matthias Pichler und Wolfgang Schiftner
- Newcomer des Jahres: Lorenz Raab
- Publikumspreis: Viola Falb
- Sidewoman des Jahres: Ingrid Oberkanins
- Talent of the Year: Gábor Bolla (Ungarn)

### 2005
- Album des Jahres: Confessions von Linda Sharrock
- European Jazz Prize: Bojan Z. (Bosnien)
- Musiker des Jahres: Harry Sokal
  - nominiert waren außerdem Fritz Pauer und Franz Hautzinger
- New York Stipendium: Christoph Pepe Auer und Bastian Stein
- Newcomer des Jahres: Martin Reiter
- Publikumspreis: Martin Reiter
- Sideman des Jahres: Hans Strasser

### 2006
- Album des Jahres: Travelling Hard von Robert Bachner ATS 601
- European Jazz Prize: Bobo Stenson (Schweden)
- European Jazz Musician: Lars Engelbart
- Musiker des Jahres: Alex Deutsch (u. a. Café Drechsler)
- New York Stipendium: Gábor Bolla und Bernd Reiter
- Newcomer des Jahres: JazzWerkstatt Wien
- Publikumspreis: Viola Falb
- Sideman des Jahres: Matthias Pichler
- Talent des Jahres: Diknu Schneeberger

### 2007
- Album des Jahres: Things Change – The 50th Anniversary Box von Wolfgang Puschnig ATS 601
- European Jazz Prize: Stefano Bollani (Italien)
- Musiker des Jahres: Christian Muthspiel
- New York Stipendium: Felician Honsig-Erlenburg und Philipp Nykrin
- Newcomer des Jahres: Christoph Pepe Auer
- Publikumspreis: Christoph Pepe Auer
- Sidewoman des Jahres: Gina Schwarz

### 2008
- Album des Jahres: Alma von Martin Reiter
- European Jazz Prize: Han Bennink (Niederlande)
- Musiker des Jahres: nicht vergeben, stattdessen Staatspreis für improvisierte Musik: Fritz Pauer
- New York Stipendium: Barbara Paierl und Fabian Rucker
- Newcomer des Jahres: Viola Falb
- Sideman des Jahres: Martin Spitzer

### 2009
- Album des Jahres: C.O.D.E. – the Music of Ornette Coleman and Eric Dolphy von Vandermark-Nagl-Thomas-Reisinger
- European Jazz Prize: Enrico Rava (Italien)
- Musiker des Jahres: Wolfgang Reisinger
- New York Stipendium: Raphael Meinhart und Lukas König
- Newcomer des Jahres: Clemens Salesny
- Sideman des Jahres: Peter Kronreif
- Talent des Jahres: Dávid Hodek

## Mehrfach-Preisträger
Als einziger Künstler wurde Martin Reiter viermal im Rahmen des Hans-Koller-Preises ausgezeichnet (2002, 2005, 2008), während Christoph Pepe Auer (2005, 2007) und Viola Falb (2004, 2006, 2008) je dreimal einen Preis erringen konnten. Jeweils zweimal ausgezeichnet wurden Gábor Bolla (2004, 2006), Georg Breinschmid (2002, 2003), Herwig Gradischnig (1998, 2004), Oliver Kent (2002, 2004), Martin Koller (1999), Wolfgang Muthspiel (1997, 2003), Matthias Pichler (2004, 2006), Wolfgang Puschnig (1998, 2007), Wolfgang Reisinger (2009), Lorenz Raab (2003, 2004) und Clemens Salesny (2001, 2009).